# Дессау
Де́ссау (нем. Dessau, в.-луж. Desawa, чеш. Desava) — бывший город земельного подчинения («внерайонный город»), расположенный в земле Саксония-Анхальт в Германии. С 1 июля 2007 года входит в состав нового города Дессау-Рослау, полученного путём слияния Дессау и соседнего города Рослау.
Население на 30 июня 2007 года составляло 90 507 человек. Площадь 182,81 км².

## История
Дессау впервые упоминается в 1213 году. Становится важным центром в 1570, когда было основано княжество Анхальт. Дессау стал столицей этого образования внутри Священной Римской империи. Анхальт распался в 1603, разделившись на четыре — позже пять — княжеств Анхальт. Дессау становится столицей мини-государства Анхальт-Дессау, существовавшего до 1918 года.
Дессау известен своим колледжем архитектуры Баухаус, переехавшим сюда (1925) после того, как был вынужден закрыться в Веймаре. Многие известные художники были преподавателями в Дессау в последующие годы, в том числе Вальтер Гропиус, Пауль Клее и Василий Кандинский. Из-за нацистов Баухаус закрылся в 1931, и открылся вновь только в 1986.
Город, в котором размещались заводы по производству самолётов Юнкерс, был почти полностью разрушен после воздушных налётов союзников во Второй мировой войне 7 марта 1945 года, за шесть недель до того, как американские войска заняли город. Ночью 520 тяжёлых британских бомбардировщиков Ланкастер сбросили на густонаселённый центр Дессау 1700 тонн фугасных и зажигательных бомб. В результате нападения погибло около 700 человек, уничтожено 80 % застроенной городской территории; в старом городе почти 97 % всех зданий было полностью разрушено или необратимо повреждено. Исторический город с его церквями, замками, многими общественными зданиями был почти полностью утрачен. Очень высокая степень разрушения здесь явилась результатом комбинированного применения зажигательных и фугасных бомб.
Затем он был перестроен с типичной для ГДР бетонно-плиточной архитектурой и стал крупным промышленным центром Восточной Германии. С объединением Германии в 1990 многие исторические здания были восстановлены.
1 июля 2007 года город Дессау был объединён с соседним городом Рослау. Новый город получил название Дессау-Рослау.

## Население
Национальный состав: немцы — 98 %, другие национальности — 2 % (2011).
| Год  | Численность | Численность |
| ---- | ----------- | ----------- |
| 2006 | 91 243      |             |
| 2013 | 83 616      |             |

## Галерея

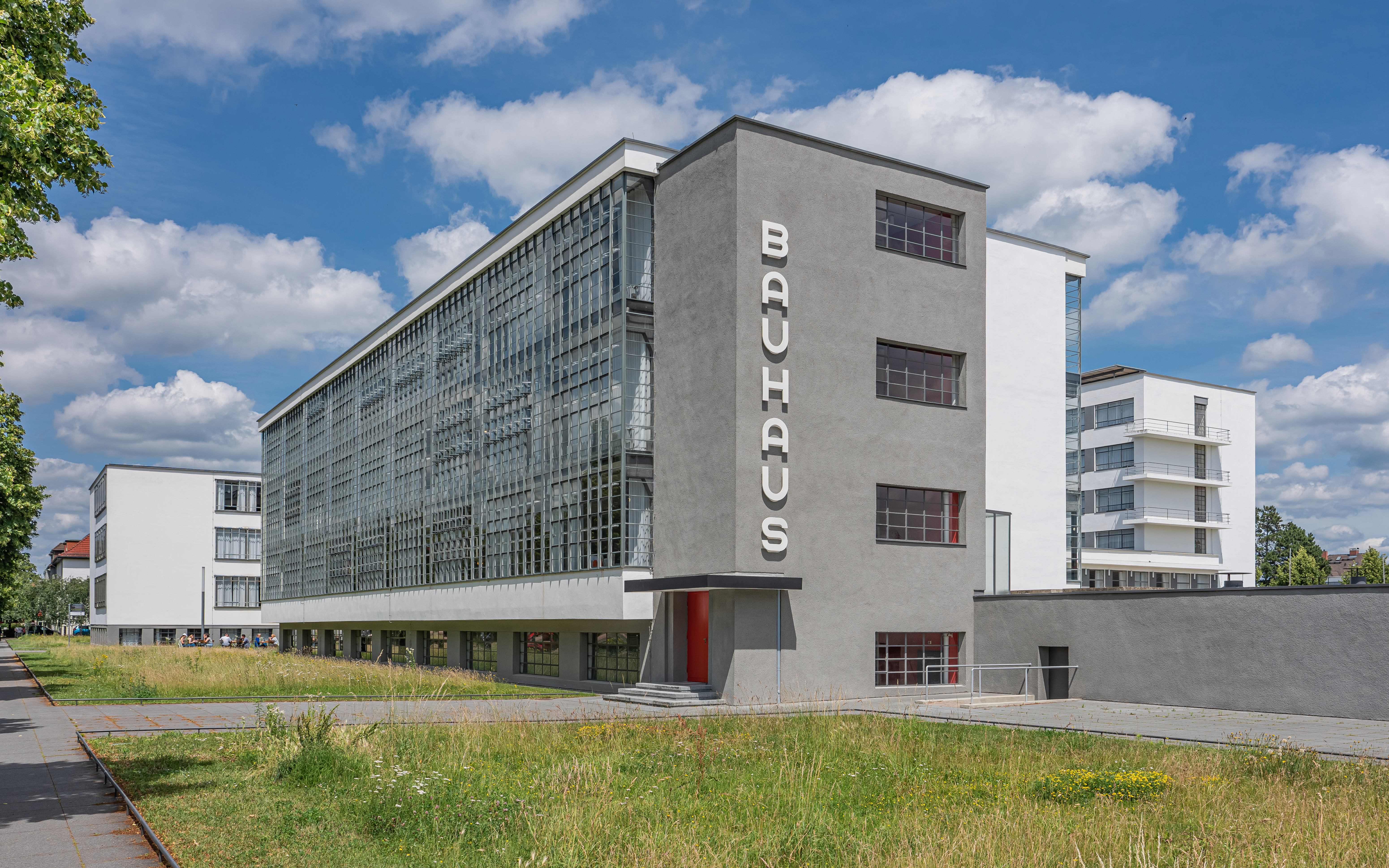
Здание Баухаус в Дессау
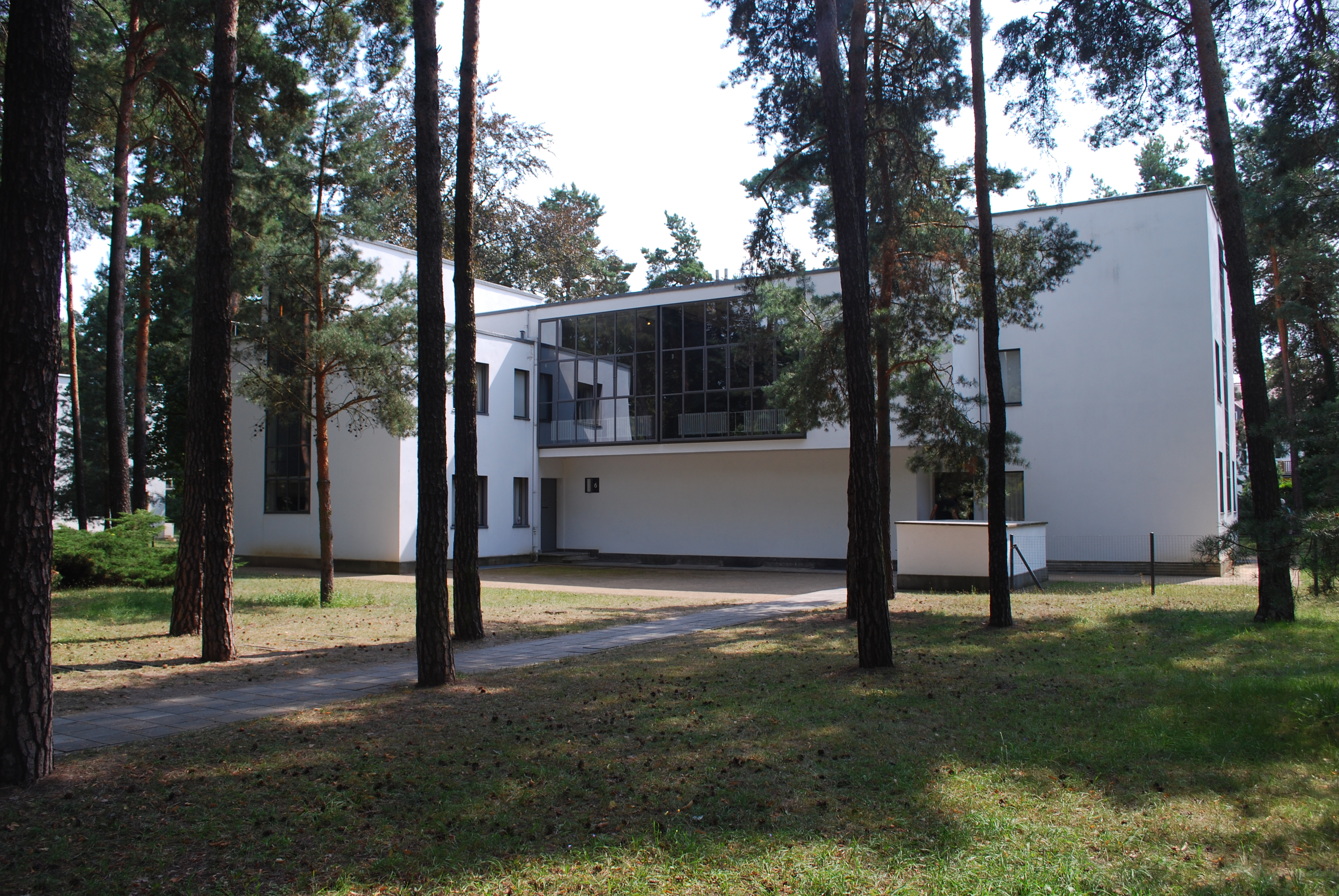
Дом Кандинского и Клее в Дессау
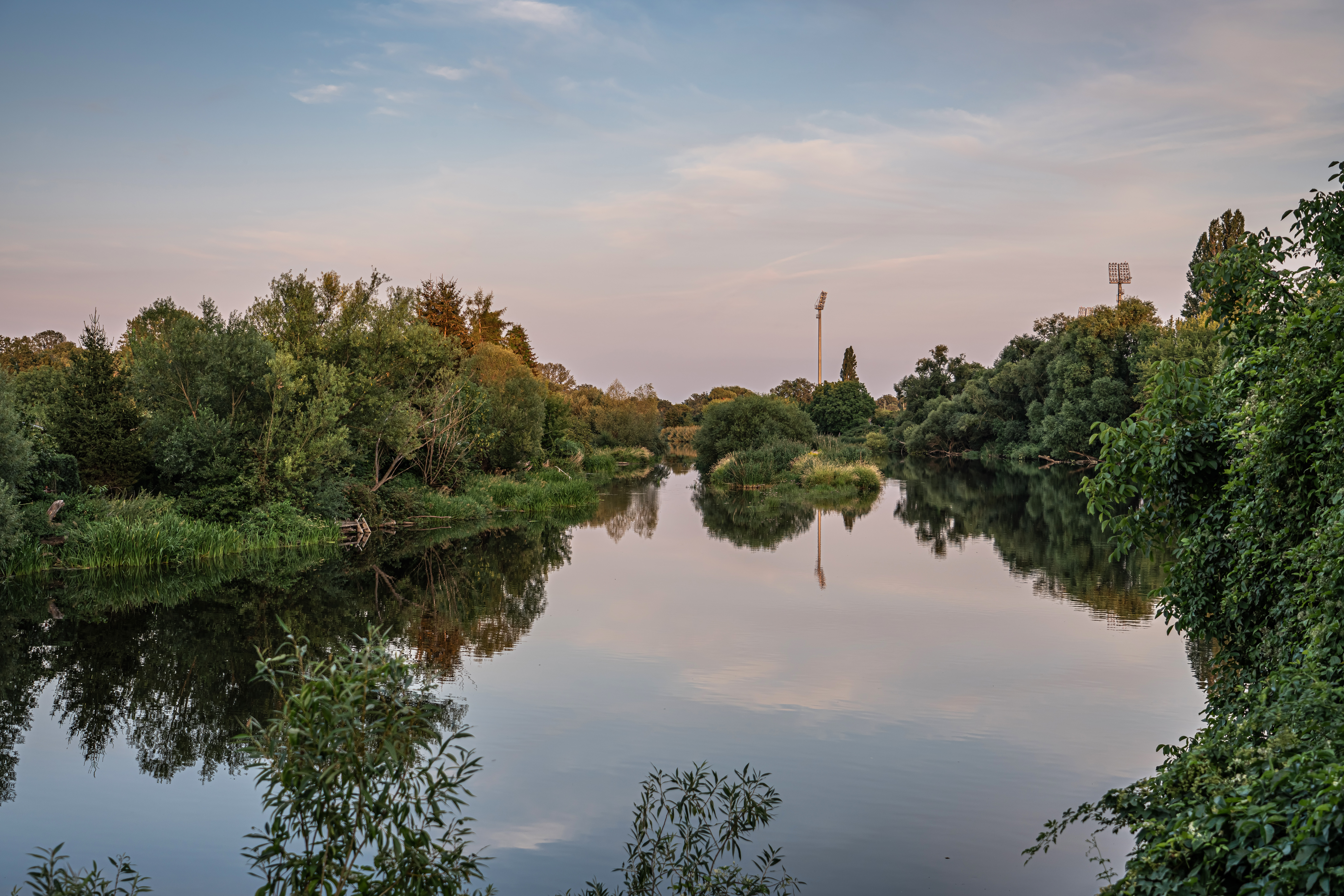
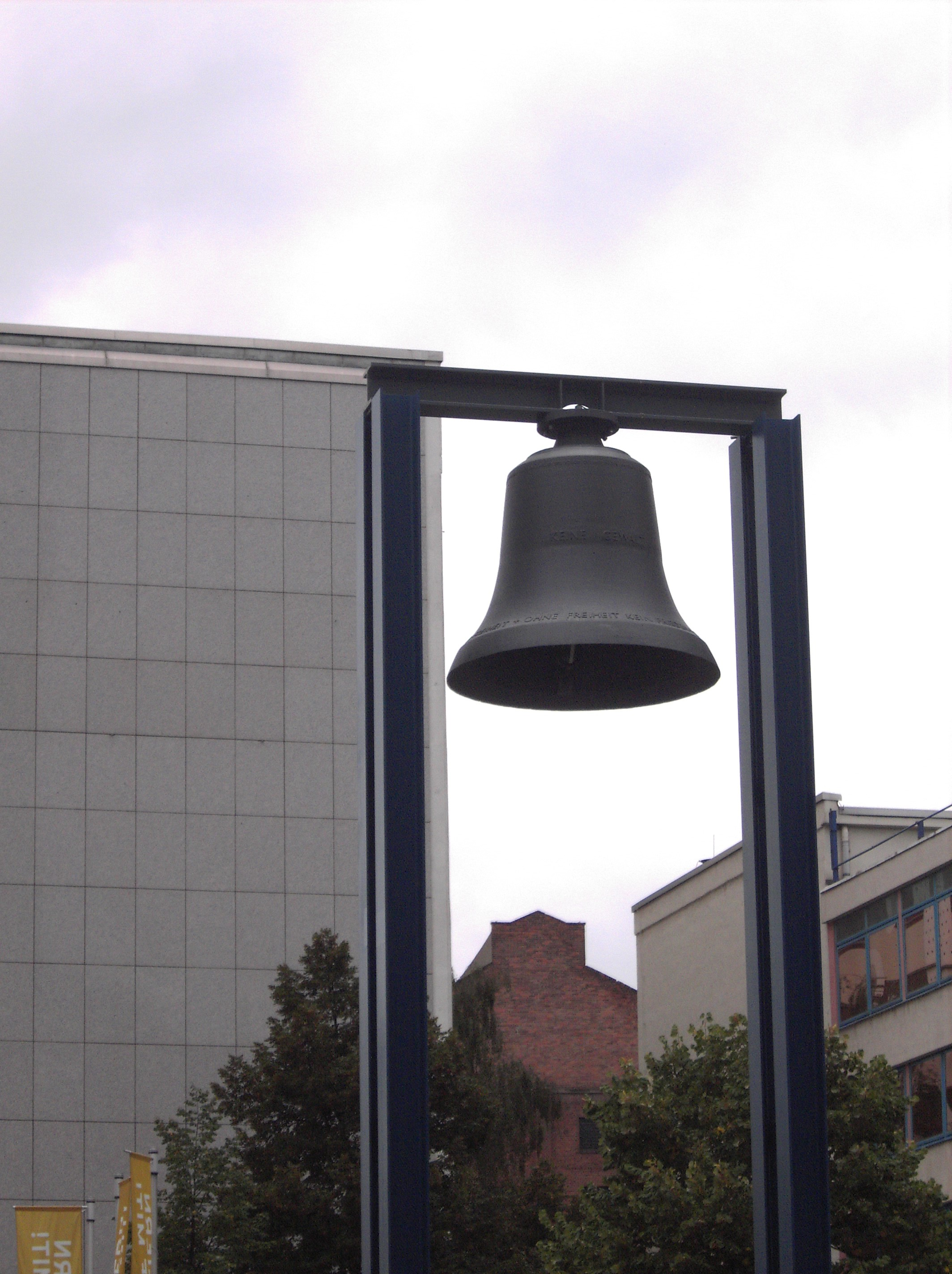
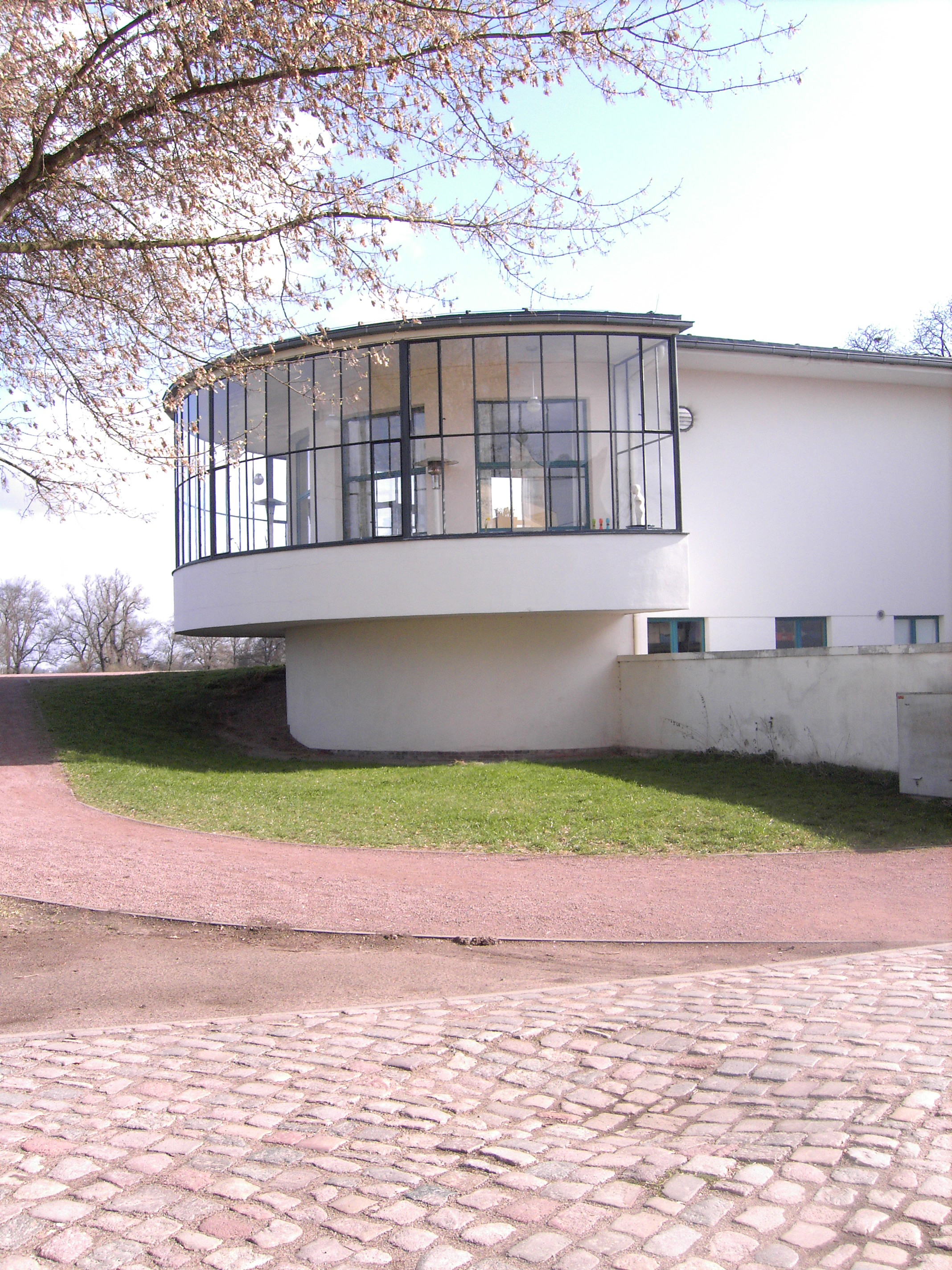
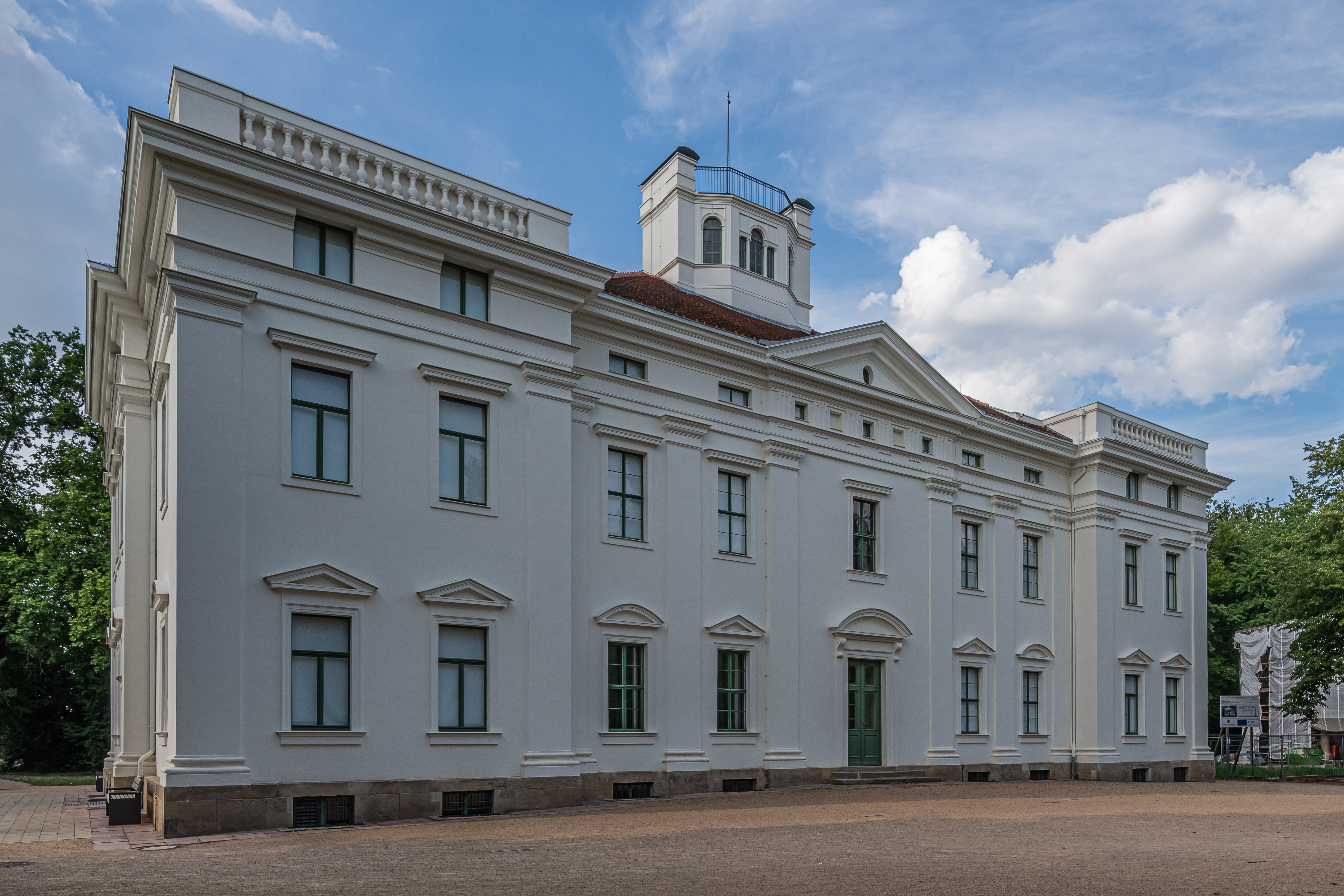
Замок
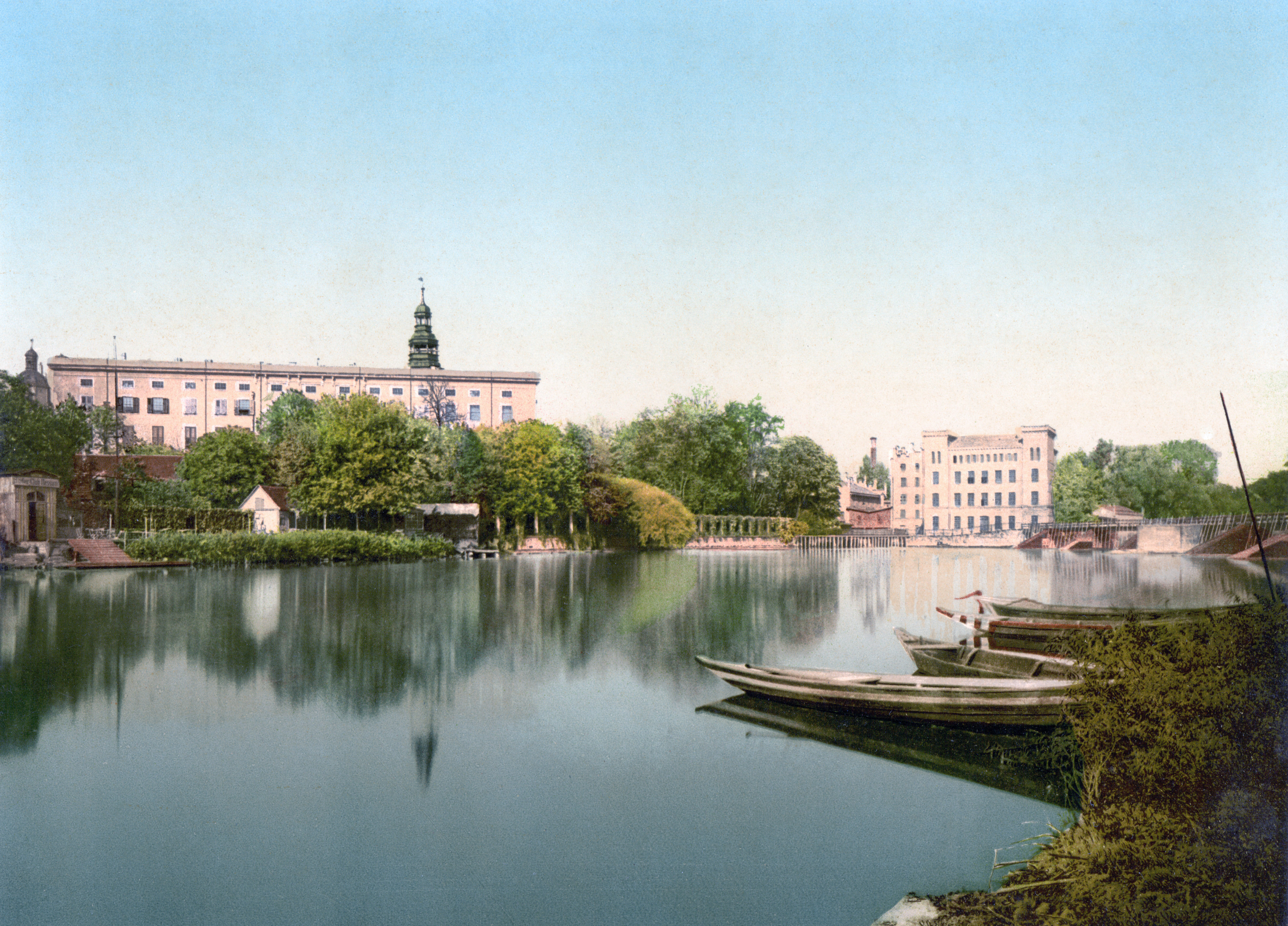
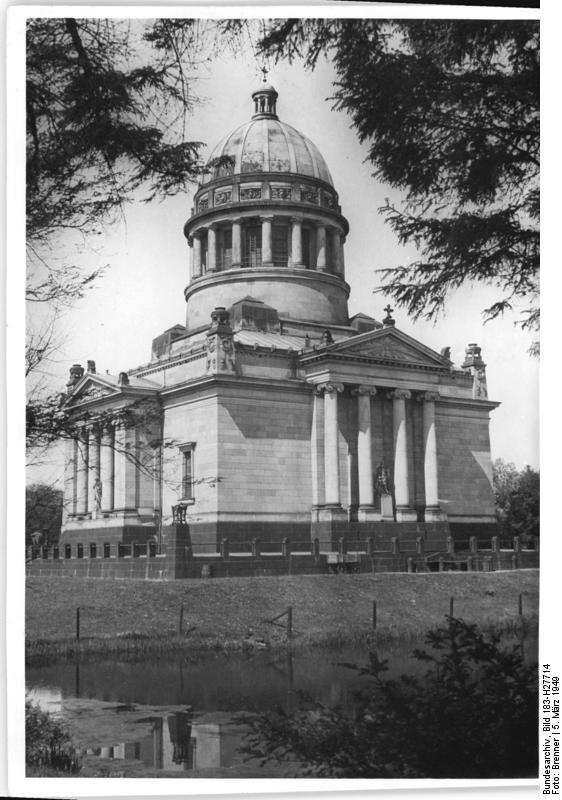
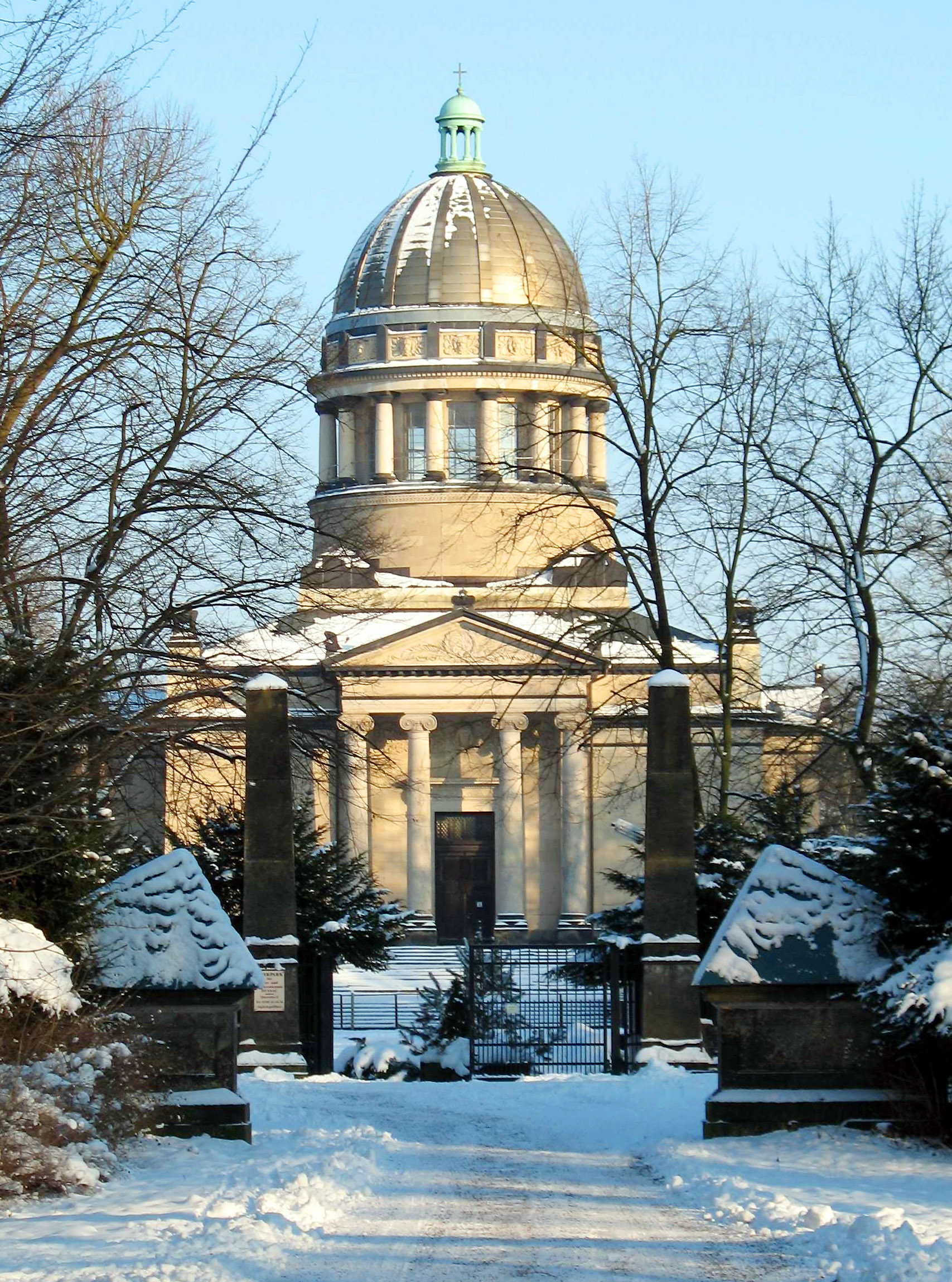